# Epsilon Centauri
Epsilon Centauri ist ein Stern im Sternbild Zentaur. Er hat eine scheinbare Helligkeit von +2,30 mag und gehört der Spektralklasse B1 III an.
Als Veränderlicher Stern gehört er zu den Beta-Cephei-Sternen.